# کلیسای پپرونیا مقدس، پیپ
کلیسای پپرونیا مقدس، پیپ (ارمنی: Սուրբ Փեփրոնյա եկեղեցի (Փիփ)) یک کلیسا متعلق به کلیسای حواری ارمنی واقع در شهر [[]]، شهرستان داش‌کسن جمهوری آذربایجان می‌باشد. ساخت و ساز این ساختمان در سال میلادی؛ به پایان رسید. این بنا به سبک معماری ارمنی طراحی شده‌است.